# Anaspis mongolica
Anaspis mongolica es una especie de coleóptero de la familia Scraptiidae.

## Distribución geográfica
Habita en Mongolia.